# عقب‌مانده (تحقیرآمیز)
در استفادهٔ امروزی، عقب‌مانده یا عقب‌افتاده (انگلیسی: Retard) یک عبارت تحقیرآمیز برای کسی است که دارای معلولیت ذهنی می‌باشد یا کسی که احمق است یا موضوعی را دیر درک می‌کند یا به نوعی بی‌خاصیت است. صفت عقب‌افتاده (به انگلیسی: Retarded) به همان شیوه برای چیزهای بسیار احمقانه یا مسخره استفاده می‌شود.